# Bahar (film)
Pour les articles homonymes, voir Bahar.
Pour plus de détails, voir Fiche technique et Distribution.
Bahar est un film d'orientation sociale (en) du cinéma indien, en hindi, de 1951, produit et écrit par M. V. Raman, dirigé par A. V. Meiyappan. Il met en vedette Vyjayanthimala, Karan Dewan (en), Pandari Bai, Pran et Om Prakash (en). Le film est produit par A. V. Meiyappan (en) avec sa société de production, AVM Productions (en). La musique est composée par S. D. Burman (en) avec des paroles de Rajendra Krishan (en), tandis que le montage est fait par K. Shankarand et M. V. Raman et la caméra manipulée par T. Muthuswamy. L'histoire tourne autour de Lata, Vasant et Malti. Il s'agit d'un remake du film Vaazhkai, réalisé en 1949.

## Synopsis
L'histoire tourne autour de Lata, qui mène un style de vie aisé avec ses parents. Ces derniers voudraient qu'elle épouse le riche Shekhar, ce qu'elle approuve dans un premier temps. Peu de temps après, elle rencontre Vasant Kumar, ils tombent amoureux et se marient. Le cœur brisé et en colère, Shekhar commence à enquêter sur le passé de Vasant. Il découvre que le vrai nom de Vasant est Ashok, un rédacteur en chef d'un magazine. Que se passe-t-il dans la vie d'Ashok ou de Vasant Kumar ?

## Fiche technique
Sauf indication contraire, les informations mentionnées dans cette section peuvent être confirmées par la base de données cinématographiques IMDb,  présente dans la section « Liens externes ».
- Titre : Bahar
- Réalisation : M. V. Raman
- Scénario : M. V. Raman - Rajendra Krishan (en)
- Production : AVM Productions (en)
- Langue : Hindi
- Genre : Film d'orientation sociale (en)
- Durée : 170 minutes (2 h 50)
- Date de sortie en salles :
  - Inde : 26 octobre 1951